# Lillian Copeland
Lillian Copeland   (Nova York, 25 de novembre de 1904 - Los Angeles, 7 de juliol de 1964) va ser una atleta estatunidenca, especialista en llançaments, que va competir durant les dècades de 1920 i 1930.
Copeland, el nom de naixement de la qual era Lillian Drossin, era filla d'una família jueva d'origen polonès que havia emigrat a Nova York. El seu pare va morir sent ella encara jove, i quan la seva mare es tornà a casar es van traslladar a Los Angeles i van canviar els cognoms.
Va destacar en totes les proves de llançament. En el llançament de pes va guanyar cinc vegades els campionats de l'AAU (1924-28, 1931). També guanyà el títol de llançament de disc de l'AAU de 1926 i 1927, i el de llançament de javelina en 1926 i 1931. En aquesta darrera modalitat va millorar el rècord del món en tres ocasions entre 1926 i 1927. Segons l'International Jewish Sports Hall of Fame va establir sis rècords del món en cadascuna de les proves de llançament, disc, javelina i disc entre 1925 i 1932. Però en canvi l'USATF Hall of Fame sols li atorga un rècord del món en llançament de javelina.
El 1928 va prendre part en els Jocs Olímpics d'Amsterdam, on va guanyar la medalla de plata en la prova del llançament de disc del programa d'atletisme rere la polonesa Halina Konopacka.
En finalitzar els Jocs inicià els estudis de dret a la Universitat del Sud de Califòrnia, deixant l'atletisme en un segon pla. Amb tot, va formar part de l'equip olímpic dels Jocs de Los Angeles de 1932, on va guanyar la medalla d'or en la prova del llançament de disc.
Tot i que havia iniciat els preparatius per defensar l'or als Jocs de Berlín de 1936, finalment va optar per boicotejar-los i participà en els Jocs Macabeus de 1935, on va guanyar l'or en les tres proves de llançament.
Per les seves contribucions a l'esport fou incorporada al USATF Hall of Fame, Helms Athletic Hall of Fame i International Jewish Sports Hall of Fame.

## Millors marques
- Llançament de pes. 12,32 m (1935)
- Llançament de javelina. 38,21 m (1927)
- Llançament de disc. 40,59 m (1932)[1][5]